# Nau industrial de l'antic Forn de Vidre
La Nau industrial de l'antic Forn de Vidre era un edifici de Mataró (Maresme), actualment desaparegut.

## Descripció
La fàbrica era un gran complex arquitectònic del que destacava una nau industrial construïda entre els anys 1920 i 1930. Les obertures de la nau s'assemblaven molt a les del Mercat de Cuba a Mataró, i corresponien a un moment en què els projectes arquitectònics industrials estaven influïts per la tendència a dignificar les condicions de treball dels obrers. En aquest cas, els grans finestrals permetien la filtració de la llum necessària. La nau estava construïda amb una certa monumentalitat, fet molt propi de les construccions industrials de l'època.

## Història
La indústria del vidre era una de les activitats industrials de Mataró més importants, juntament amb la tèxtil, des del segle xix. Al forn de vidre, pertanyent a la cooperativa Cristalleries de Mataró, hi treballà des del 1922 el líder cenetista Joan Peiró, assassinat a València l'any 1942.